# زمستان طولانی
زمستان طولانی (به انگلیسی: The World in Winter) رمانی علمی تخیلی اثر جان کریستوفر نویسنده انگلیسی است.
داستان درباره عصر یخبندان جدیدی است که به علت کاهش گرمای خورشید رخ می دهد.